# Cementerio de Santa Margarita (París)

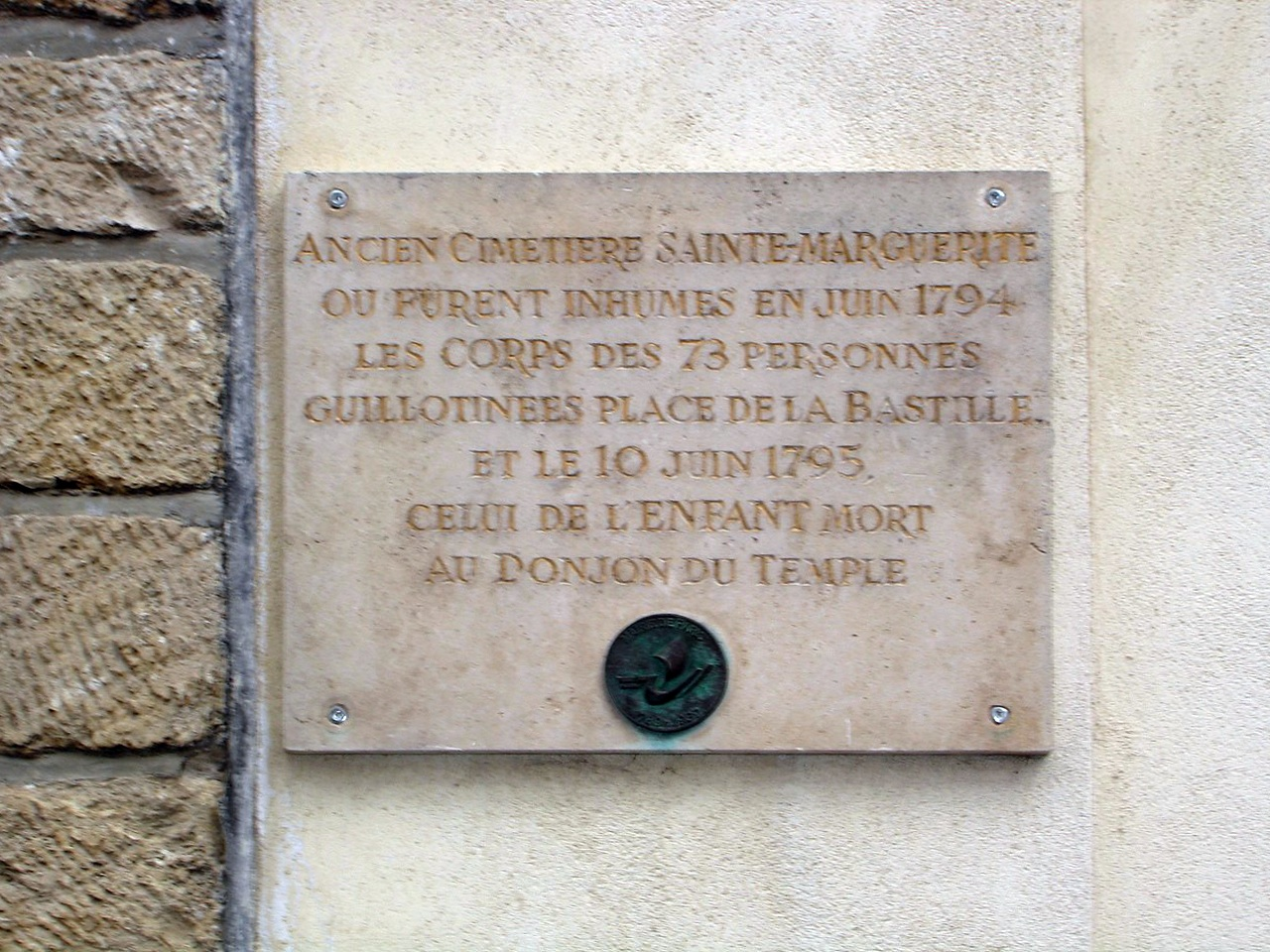
Placa commemorativa colocada en el muro de la iglesia de Santa Margarita

El cementerio de Santa Margarita es un antiguo cementerio parisino, que durante la Revolución francesa se encontraba entre París y la localidad de Charonne, a la altura del nº 36 de la calle Saint-Bernardal, al lado de la iglesia de Santa Margarita en el undécimo distrito de París.
En este cementerio fueron enterrados los guillotinados en la plaza de la Bastilla entre el 9 de junio y el 12 de junio de 1794. También fueron inhumadas anteriormente en el lugar las víctimas de la plaza del Trono Derribado (actualmente plaza de la Nación), cuyos cuerpos fueron trasladados después al cementerio de Picpus.
Se piensa que aquí es donde fue enterrado Luis XVII de Francia.